# Kreis Waren
| Basisdaten                               | Basisdaten                                          |
| ---------------------------------------- | --------------------------------------------------- |
| Bezirk der DDR                           | Neubrandenburg                                      |
| Kreisstadt                               | Waren                                               |
| Fläche                                   | 1.009 km² (1989)                                    |
| Einwohner                                | 53.616 (1989)                                       |
| Bevölkerungsdichte                       | 53 Einwohner/km² (1989)                             |
| Kfz-Kennzeichen                          | C (1953–1990) CT und CV (1974–1990) WRN (1991–1994) |
|                                          |                                                     |
| Der Kreis Waren im Bezirk Neubrandenburg |                                                     |

Der Kreis Waren war ein Landkreis im Bezirk Neubrandenburg der DDR. Von 1990 bis 1994 bestand er als Landkreis Waren im Land Mecklenburg-Vorpommern fort. Sein Gebiet gehört heute zum Landkreis Mecklenburgische Seenplatte in Mecklenburg-Vorpommern. Der Sitz der Kreisverwaltung befand sich in Waren.

## Geographie

### Lage
Der Kreis Waren umfasste einen Teil der Mecklenburgischen Seenplatte mit der Müritz und dem Kölpinsee.

### Größte Orte
Die größten Orte des Kreises neben der Kreisstadt Waren waren die Städte Malchow und Penzlin sowie die Gemeinden Ankershagen, Grabowhöfe, Kargow, Klink, Möllenhagen und Nossentiner Hütte.

### Nachbarkreise
Der Kreis Waren grenzte im Uhrzeigersinn im Norden beginnend an die Kreise Teterow, Malchin, Altentreptow, Neubrandenburg-Land, Stadtkreis Neubrandenburg, Neustrelitz, Röbel/Müritz, Lübz und Güstrow.

## Geschichte
Am 25. Juli 1952 kam es in der DDR zu einer umfangreichen Verwaltungsreform, bei der unter anderem die Länder der DDR ihre Bedeutung verloren und neue Bezirke eingerichtet wurden. Der damalige Landkreis Waren gab Gemeinden an die neuen Kreise Teterow, Röbel/Müritz und Neustrelitz ab. Aus dem verbleibenden Kreisgebiet wurde der neue Kreis Waren mit Sitz in Waren gebildet. Der Kreis wurde dem neugebildeten Bezirk Neubrandenburg zugeordnet. 
Am 1. Januar 1957 wechselte die Gemeinde Göhren aus dem Kreis Waren in den Kreis Röbel/Müritz und wurde dort mit der Gemeinde Lebbin zur Gemeinde Göhren-Lebbin zusammengeschlossen. Gleichzeitig wechselte die Gemeinde Klein Luckow aus dem Kreis Teterow in den Kreis Waren und wurde nach Vollrathsruhe eingemeindet. Am 1. Januar 1960 wechselte die Gemeinde Linstow aus dem Kreis Waren in den Kreis Güstrow im Bezirk Schwerin. Am 1. Januar 1974 wechselte die Gemeinde Knüppeldamm aus dem Kreis Waren in den Kreis Röbel/Müritz und wurde dort nach Fincken eingemeindet.
Am 17. Mai 1990 wurde aus dem Kreis der Landkreis Waren. Anlässlich der Wiedervereinigung der beiden deutschen Staaten wurde der Landkreis dem wiedergegründeten Land Mecklenburg-Vorpommern zugesprochen. Bei der ersten Kreisgebietsreform in Mecklenburg-Vorpommern, die am 12. Juni 1994 in Kraft trat, ging er im Landkreis Müritz auf.

### Einwohnerentwicklung
| Kreis Waren | Kreis Waren | Kreis Waren | Kreis Waren | Kreis Waren |
| ----------- | ----------- | ----------- | ----------- | ----------- |
| Jahr        | 1960        | 1971        | 1981        | 1989        |
| Einwohner   | 54.226      | 54.422      | 53.203      | 53.616      |

## Wirtschaft
Bedeutende Betriebe waren unter anderen:
- VEB Wellpappenwerk Waren; (zuletzt Teil des Kombinats Verpackung)
- VEB Teppichwerk Nord Malchow; (zuletzt Teil des Kombinats Deko)
- VEB Metallguss Waren

## Verkehr
Der Kreis Waren war durch die Autobahn Berliner Ring–Rostock in das Autobahnnetz der DDR eingebunden. Dem überregionalen Straßenverkehr dienten außerdem die F 108 von Waren in Richtung Rostock und die F 192 von Wismar über Waren nach Neubrandenburg.
Das Kreisgebiet war durch die Eisenbahnstrecken Waren–Malchin, Neustrelitz–Waren–Rostock und Waren–Parchim in das Bahnnetz der DDR eingebunden.

## Städte und Gemeinden
Am 3. Oktober 1990 gehörten folgende 42 Gemeinden zum Landkreis Waren:
| Schlüssel-Nr. | Gemeinde       |             | Schlüssel-Nr.       | Gemeinde |
| 13 0 39 010   | Adamshoffnung  | 13 0 39 250 | Lapitz              |          |
| 13 0 39 020   | Alt Rehse      | 13 0 39 260 | Lehsten             |          |
| 13 0 39 030   | Alt Schönau    | 13 0 39 270 | Lupendorf           |          |
| 13 0 39 040   | Alt Schwerin   | 13 0 39 280 | Malchow, Stadt      |          |
| 13 0 39 050   | Ankershagen    | 13 0 39 290 | Mallin              |          |
| 13 0 39 070   | Grabowhöfe     | 13 0 39 300 | Marihn              |          |
| 13 0 39 080   | Groß Dratow    | 13 0 39 310 | Möllenhagen         |          |
| 13 0 39 090   | Groß Flotow    | 13 0 39 320 | Mollenstorf         |          |
| 13 0 39 100   | Groß Gievitz   | 13 0 39 330 | Moltzow             |          |
| 13 0 39 110   | Groß Plasten   | 13 0 39 340 | Neu Gaarz           |          |
| 13 0 39 130   | Groß Vielen    | 13 0 39 350 | Nossentiner Hütte   |          |
| 13 0 39 140   | Hinrichshagen  | 13 0 39 360 | Penzlin, Stadt      |          |
| 13 0 39 150   | Hohen Wangelin | 13 0 39 370 | Puchow              |          |
| 13 0 39 160   | Jabel          | 13 0 39 400 | Schloen             |          |
| 13 0 39 170   | Kargow         | 13 0 39 410 | Silz                |          |
| 13 0 39 180   | Klein Lukow    | 13 0 39 420 | Torgelow            |          |
| 13 0 39 200   | Klink          | 13 0 39 430 | Varchentin          |          |
| 13 0 39 210   | Klocksin       | 13 0 39 440 | Vielist             |          |
| 13 0 39 220   | Kraase         | 13 0 39 450 | Vollrathsruhe       |          |
| 13 0 39 230   | Krukow         | 13 0 39 460 | Waren/Müritz, Stadt |          |
| 13 0 39 240   | Lansen         | 13 0 39 470 | Wendorf             |          |

Ehemalige Gemeinden
- Ave, am 1. Januar 1957 zu Mollenstorf
- Baumgarten, am 1. Januar 1965 zu Grabowhöfe
- Burg Penzlin, am 1. Januar 1969 zu Penzlin
- Drewitz, am 1. Januar 1957 zu Nossentiner Hütte
- Federow, am 1. Mai 1960 zu Kargow
- Groß Varchow, am 1. Juli 1971 zu Lehsten
- Klein Plasten, am 1. Januar 1974 zu Groß Plasten
- Knüppeldamm, am 1. Januar 1974 zu Fincken, Kreis Röbel/Müritz
- Laschendorf, am 1. Januar 1967 zu Malchow
- Linstow, am 1. Januar 1960 zum Kreis Güstrow
- Lütgendorf, am 1. Januar 1965 zu Klocksin
- Marxhagen, am 1. Januar 1965 zu Moltzow
- Passentin, am 1. Januar 1960 zu Mallin
- Rockow, am 1. Juli 1972 zu Möllenhagen
- Rumpshagen, am 1. Juli 1973 zu Ankershagen
- Schwastorf, am 1. Januar 1960 zu Groß Dratow
- Sophienhof, am 1. Januar 1962 zu Grabowhöfe
- Speck, am 1. Mai 1960 zu Kargow
- Tressow, am 1. Januar 1968 zu Lupendorf
- Zahren, am 1. Januar 1965 zu Ankershagen

## Kfz-Kennzeichen
Den Kraftfahrzeugen (mit Ausnahme der Motorräder) und Anhängern wurden von etwa 1974 bis Ende 1990 dreibuchstabige Unterscheidungszeichen, die mit den Buchstabenpaaren CT und CV begannen, zugewiesen. Die letzte für Motorräder genutzte Kennzeichenserie war CT 00-01 bis CT 15-00.
Anfang 1991 erhielt der Landkreis das Unterscheidungszeichen WRN. Es wurde bis zum 11. Juni 1994 ausgegeben. Seit dem 18. März 2013 ist es im Landkreis Mecklenburgische Seenplatte erhältlich.